# Roger Quinche
Roger Marius Quinche (* 22. Juli 1922 in Allschwil, Basel-Landschaft; † 3. September 1982 in Liestal) war ein Schweizer Fussballspieler. Er nahm an der Fussballweltmeisterschaft 1950 teil.

## Verein
Quinche spielte ab 1945 für den Grasshopper Club Zürich in der Nationalliga A, mit dem er 1946 den Schweizer Cup gewann und 1949 im Final stand. Im selben Jahr stieg er mit den Grasshoppers in die Nationalliga B ab.
1950 wechselte er zum FC Bern, der ebenfalls gerade aus der ersten Schweizer Liga abgestiegen war. Mit Bern schaffte er den sofortigen Wiederaufstieg. Nach dem erneuten Abstieg 1954 schloss er sich dem Drittligisten FC Concordia Basel an. Als Spielertrainer gelang Quinche 1957 der Aufstieg in die Nationalliga B. Nach dem Wiederabstieg in die 1. Liga beendete Quinche seine aktive Laufbahn.

## Nationalmannschaft
Quinche debütierte am 26. Mai 1949 in einem Freundschaftsspiel gegen Wales in Bern in der Schweizer Nationalmannschaft.
Anlässlich der Weltmeisterschaft 1950 in Brasilien berief ihn Nationaltrainer Franco Andreoli in das Schweizer Kader. Quinche kam in allen drei Vorrundenspielen gegen Jugoslawien, den Gastgeber sowie gegen Mexiko zum Einsatz. 
Zwischen 1949 und 1953 bestritt Quinche insgesamt elf Länderspiele, in denen er ohne Torerfolg blieb.
1964 betreute er für drei Spiele gemeinsam mit Jiří Sobotka und Jacques Guhl interimistisch die Schweizer Nationalmannschaft.

## Erfolge
- Schweizer Cupsieger: 1946